# Jakob Taube

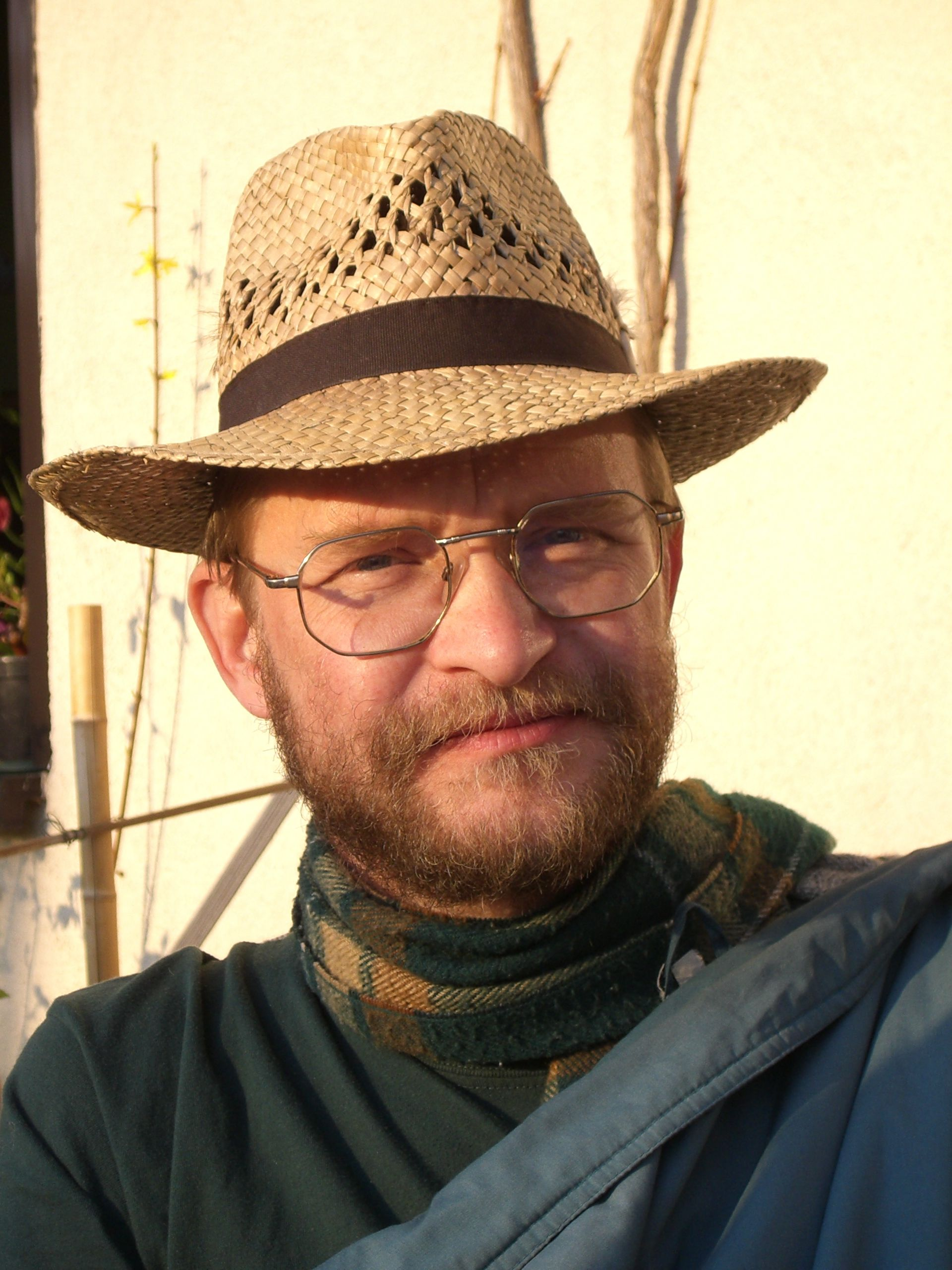

Jakob Taube (* 11. September 1961 in Leipzig) ist ein deutscher Orientalist und Ethnologe, der auf Sprachen und Kulturen Mittelasiens spezialisiert ist.

## Leben
Jakob Taube ist der Sohn der Ethnologin und Folkloristin Erika Taube und des Mongolisten und Tibetologen Manfred Taube. Er studierte persische, usbekische und altuigurische Sprache sowie orientalische Archäologie in Berlin (Humboldt-Universität), Halle und Taschkent. 1987 schloss er sein Studium in Halle als Orientarchäologe ab und promovierte 1990 zum Dr. phil. Es folgten Aufenthalte als Stipendiat der Alexander von Humboldt-Stiftung an den Instituten für Ethnologie in Köln und Berlin (Freie Universität). Seit 1993 war er Lehrbeauftragter erst an der Universität Halle-Wittenberg, dann in Leipzig für türkische Sprachen und Kulturgeschichte mittelasiatischer Völker. 1999 bis 2002 war er Mitarbeiter der Berlin-Brandenburgischen Akademie der Wissenschaften am DFG-Projekt „Vorislamische alttürkische Texte – Elektronisches Corpus (VATEC)“, einem Datenbank-Projekt. Seither ist er als freier Publizist, Herausgeber, Übersetzer und Lektor tätig.
Schwerpunkte seiner Arbeit waren zunächst Märchen und Stickereien sowie die Glaubensvorstellungen mittelasiatischer Völker. Er beschäftigte sich insbesondere mit mittelasiatischen Geistern, wie Albasty, sowie mit dem Schamanentum in Sibirien und Zentralasien. Später kamen andere Themen hinzu, wie Borderline oder der Spanische Bürgerkrieg.

## Schriften zu Mittelasien (Auswahl)
- Hrsg. und Übersetzer: Der halbe Kicherling: Usbekische Märchen. Leipzig: Reclam 1990.
- Welt und Leben in Stickereien und Märchen mittelasiatischer Völker: Untersuchung zur Geschichte von Weltsicht. Wiesbaden: Harrassowitz 1993 (= Veröffentlichungen der Societas Uralo-Altaica 36).
- mit Ignazio Vok: Vok Collection Suzani: Eine textile Kunst aus Zentralasien, 2 Teile, München 1994 und 2006.
- Hrsg.: Leonid Pavlovič Potapovs Materialien zur Kulturgeschichte der Usbeken aus den Jahren 1928–1930, Wiesbaden: Harrassowitz 1995 (= Turcologica 25).
- „Eine runentürkische Inschrift (Tonyukuk 1–16) im Lichte von Jean Gebsers Geschichte der Bewußtwerdung (Mit einem Nachtrag zu Tonyukuk 17–32)“, Splitter aus der Gegend von Turfan: Festschrift für Peter Zieme anläßlich seines 60. Geburtstags, hrsg. von Mehmet Ölmez und Simone-Christiane Raschmann, İstanbul/Berlin 2002, S. 333–365.
- „Geisterglaube bei Tadschiken und Usbeken“ und „Jahreszeiten- und Blumenfeste bei Tadschiken und Usbeken“, in: Die vorislamischen Religionen Mittelasiens, hrsg. von Karl Jettmar und Ellen Kattner, Stuttgart: Kohlhammer 2003 (= Die Religionen der Menschheit 4,3), S. 94–140.
- Hrsg. mit Anett C. Oelschlägel, Ingo Nentwig: „Roter Altai, gib dein Echo!“ Festschrift für Erika Taube zum 65. Geburtstag, Leipzig: Leipziger Universitätsverlag 2005.
- „Albasty und das Motiv der Vielbrüstigkeit“, in: The Role of Women in the Altaic World: Permanent International Altaistic Conference 44th Meeting, Walberberg, 26.–31. August 2001, ed. by Veronika Veit, Wiesbaden: Harrassowitz 2007 (= Asiatische Forschungen 152), S. 293–305.
- Albasty: Kindbettdämonin und Vamp bei den Kasachen: Allgemeiner Teil, Wortraum – Edition: Huy-Neinstedt 2008 (= Wortraum – Natur 4).
- „Der Pelikan nicht nur in der altaischen Welt“, in: Barbara Kellner-Heinkele, Elena V. Boykova, Brigitte Heuer (eds.), Man and Nature in the Altaic World: Proceedings of the 49th Permanent International Altaistic Conference, Berlin, July 30 – August 4, 2006, Berlin: Klaus Schwarz 2012 (= Studien zur Sprache, Geschichte und Kultur der Türkvölker 12), S. 389–398.
- Albasty: Kindbettdämonin und Vamp bei den Kasachen II: Spezieller Teil, Leipzig: Leipziger Universitätsverlag 2013.
- Übersetzer: Bahrom Ro’zimuhammad: Ich habe mein Selbst vergessen, Gedichte aus dem Usbekischen, Leipzig: Leipziger Literaturverlag 2013.

## Weitere Schriften (Auswahl)
- Borderline und mittelasiatisches Schamanentum: Erinnerungen an Röderhof, Halle: Projekte-Verlag Cornelius 2011.
- Muster des Wahns: Der Fall Nietzsche, Halle: Projekte-Verlag Cornelius 2012.
- Hans Kahle (1899–1947): Der vergessene Kommandeur der „Thälmann-Brigade“, Leipzig: Leipziger Universitätsverlag 2017.
- Aus der Flüstergrotte: Beiträge zu den Herbsttreffen in Röderhof 1990–2017, Leipzig: Leipziger Literaturverlag 2019.
- mit Manfred Taube (Hrsg.): Erika Taube – Briefe aus der Mongolei (1966–1987) Leipzig 2020, ISBN 978-3-96023-357-2()